# 帕尔巴蒂普尔
帕尔巴蒂普尔（Parbbatipur），是印度西孟加拉邦Nadia县的一个城镇。总人口7833（2001年）。

## 人口
该地2001年总人口7833人，其中男性3961人，女性3872人；0—6岁人口711人，其中男344人，女367人；识字率76.87%，其中男性为81.67%，女性为71.95%。